# Simulium hirtinervis
Simulium hirtinervis är en tvåvingeart som beskrevs av Edwards 1928. Simulium hirtinervis ingår i släktet Simulium och familjen knott. Inga underarter finns listade i Catalogue of Life.